# Соколов, Григорий Андреевич
Григорий Андреевич Соколов — советский хозяйственный и государственный деятель, лауреат Государственной премии СССР за выдающиеся достижения в труде.

## Биография
Родился в 1932 году в деревне Одинцовская. Член КПСС.
В 1953—1991 годах — помощник рамщика, рамщик, бригадир рамщиков Соломбальского лесопильно-деревообрабатывающего комбината Министерства лесной промышленности СССР.
За высокую эффективность и качество работы на основе изыскания и использования внутренних резервов был в составе коллектива удостоен Государственной премии СССР за выдающиеся достижения в труде 1980 года.
Умер в Архангельске в 2014 году.

## Награды
- Орден Ленина (1977)
- Орден Трудового Красного Знамени (1974)